# اکوله

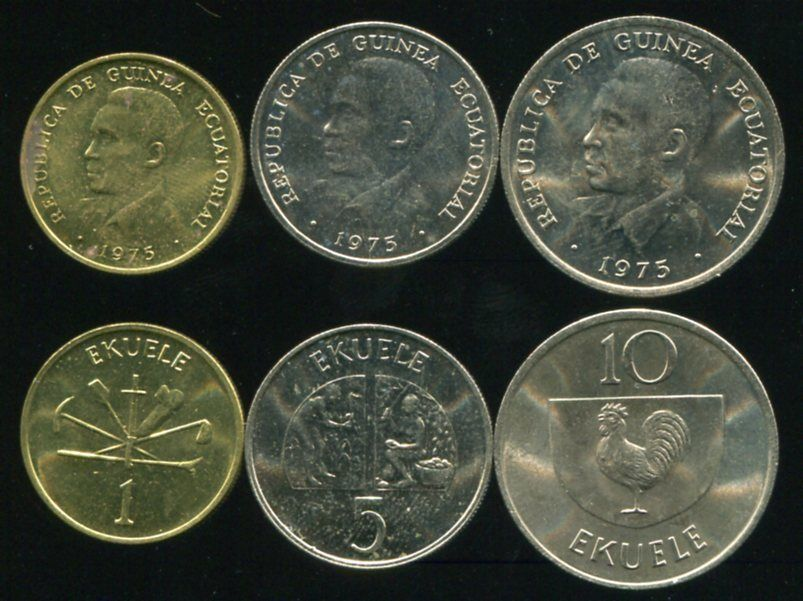
اکوئله

اکوله یا اکوئله واحد پول کشور گینه استوایی مابین سال‌های ۱۹۷۵ تا ۱۹۸۵ میلادی بود. با اینکه هر اکوله به ۱۰۰ سنتیمو تقسیم می‌شد اما هیچگاه قطعه سکه یا اسکناسی تحت عنوان سنتیمو به چاپ نرسید. واژه اکوئله (که جمع آن نیز اکوئله می‌شود) تا سال ۱۹۷۹ استفاده می‌شد، تا اینکه در این سال واژه اکوله (که صورت جمع آن بیپ کوله بود) مرسوم شد.
هر اکوئله معادل با ۱ پستای گینه‌ای بود، نرخ برابری اکوله نیز در مقابل فرانک آفریقای مرکزی ( که در گینه استوایی به صورت فرانکو نوشته می‌شد) ۱ به ۴ بود، یعنی هر فرانکو معادل با ۴ بیپ کوله می‌شد.

## سکه‌ها
اولین سکه‌ها در ۱۹۷۵ میلادی ضرب شدند. این سکه‌ها ۱، ۵ و ۱۰ اکوئله بودند. در ۱۹۸۰ و ۱۹۸۱ سکه‌های ۱ اکوله و ۵، ۲۵ و ۵۰ بیپ کوله نیز توزیع شدند. دومین توزیع سکه‌ها (که در ۱۹۸۰ و ۱۹۸۱ میلادی صورت گرفت) در مقایسه با نخستین توزیع بسیار معدود و محدود بود، به طوری که سکه‌های توزیع شده آن سال‌ها امروز بسیار کمیاب هستند.

## اسکناس‌ها
اسکناس‌های چاپ شده در ۱۹۷۵ میلادی ۲۵ تا ۱۰۰۰ اکوئله بودند و عبارت Banco Popular (به زبان اسپانیایی که زبان رسمی آن کشور است و به معنای بانک ملی) روی آن‌ها به چشم می‌خورد. در ۱۹۷۹ اسکناس‌هایی در مقیاس ۱۰۰ تا ۵۰۰۰ بیپ کوله (جمع اکوله) به چاپ رسیدند که عبارت Banco de Guinea Ecuatorial (به اسپانیایی و به معنای بانک گینه استوایی) روی آن‌ها نقش بسته بود.